# Verschaffeltia
Verschaffeltia, monotipski rod palmi smješten u podtribus Verschaffeltiinae, dio tribusa Areceae, potporodica Arecoideae. Jedina vrsta je sejšelski endem V. splendida. 

## Sinonimi
- Regelia H.Wendl.